# Apus
Apus – rodzaj ptaków z podrodziny jerzyków (Apodinae) w obrębie rodziny jerzykowatych (Apodidae).

## Zasięg występowania
Rodzaj obejmuje gatunki występujące w Eurazji i Afryce.

## Morfologia
Długość ciała 12–18 cm; masa ciała 22–52 g.

## Systematyka

### Etymologia
- Apus: epitet gatunkowy Hirundo apus Linnaeus, 1758; łac. apus, apodis „jerzyk, rodzaj jaskółki, o której mówi się, że nie ma nóg”, od gr. απους apous, αποδος apodos „ptak typu jaskółki”, od negatywnego przedrostka α- a-; πους pous, ποδος podos „noga”[13].
- Micropus: gr. μικροπους mikropous, μικροποδος mikropodos „mało-stopy”, od μικρος mikros „mały”; πους pous, ποδος podos „stopa”[14]. Gatunek typowy: Micropus murarius Wolf, 1810 (= Hirundo apus Linnaeus, 1758).
- Cypselus: łac. cypselus „typ jaskółki lub jerzyka”, od gr. κυψελος kupselos „jaskółka”[15]. Gatunek typowy: Hirundo apus Linnaeus, 1758.
- Apodium: rodzaj Apus Scopoli, 1777 (jaskółka), od łac. apus, apodis „jerzyk, rodzaj jaskółki, o której mówi się, że nie ma nóg”, od gr. απους apous, αποδος apodos „ptak typu jaskółki”, od negatywnego przedrostka α- a-; πους pous, ποδος podos „noga”[16]. Nowa nazwa dla Apus Scopoli, 1777.
- Drepanis: gr. δρεπανη drepanē lub δρεπανηις drepanēis „sierp”, od δρεπω drepō „skubać”[17].
- Brachypus: gr. βραχυς brakhus „krótki”; πους pous, ποδος podos „stopa”[18].
- Brevipes: łac. brevis „krótki”; pes, pedis „stopa”, od gr. πους pous, ποδος podos „stop”[19].
- Caffrapus: zbitka wyrazowa nazwy gatunkowej Apus caffer (M.H.C. Lichtenstein, 1823)[20]. Gatunek typowy: Cypselus caffer M.H.C. Lichtenstein, 1823.
- Colletoptera: gr. κολλητος kollētos „sklejony, spojony, dobrze dopasowany”; -πτερος -pteros „-pióry”, od πτερον pteron „pióro”[21]. Gatunek typowy: Cypselus affinis John Edward Gray.
- Epicypselus: gr. επι epi „w kierunku, oprócz”; rodzaj Cypselus Illiger, 1811 (jerzyk)[22]. Gatunek typowy: Cypselus horus von Heuglin, 1869.
- Tetragonopyga: gr. τετραγωνος tetragōnos „kwadrat”, od τετρα- tetra- „cztery-”, od τεσσαρες tessares „cztery”; γωνια gōnia „kąt”; πυγη pugē „kuper”[23]. Gatunek typowy: Cypselus affinis J.E. Gray, 1830.

### Podział systematyczny
Do rodzaju należą następujące gatunki:
- Apus acuticauda (Jerdon, 1864) – jerzyk ostrosterny
- Apus cooki (Harington, 1913) – jerzyk czarnogrzbiety
- Apus pacificus (Latham, 1801) – jerzyk białorzytny
- Apus caffer (M.H.C. Lichtenstein, 1823) – jerzyk widłosterny
- Apus batesi (Sharpe, 1904) – jerzyk czarny
- Apus horus (von Heuglin, 1869) – jerzyk białogardły
- Apus nipalensis (Hodgson, 1837) – jerzyk nepalski
- Apus affinis (J.E. Gray, 1830) – jerzyk mały
- Apus niansae (Reichenow, 1887) – jerzyk brązowy
- Apus bradfieldi (Roberts, 1926) – jerzyk brunatny
- Apus barbatus (P.L. Sclater, 1866) – jerzyk afrykański
- Apus berliozi Ripley, 1966 – jerzyk klifowy
- Apus balstoni (E. Bartlett, 1880) – jerzyk madagaskarski
- Apus unicolor (Jardine, 1830) – jerzyk jednobarwny
- Apus alexandri E. Hartert, 1901 – jerzyk wyspowy
- Apus pallidus (Shelley, 1870) – jerzyk blady
- Apus apus (Linnaeus, 1758) – jerzyk zwyczajny